# Rupeni
Rupeni is een plaats in de gemeente Poreč in de Kroatische provincie Istrië. De plaats telt 0 inwoners (2001).